# Oribatella arctica
Oribatella arctica är en kvalsterart som beskrevs av Thor 1930. Oribatella arctica ingår i släktet Oribatella och familjen Oribatellidae.

## Underarter
Arten delas in i följande underarter:
- O. a. arctica
- O. a. litoralis